# 4-aminobenzojska kislina
4-aminobenzojska kislina (para-aminobenzojska kislina,  p-aminobenzojska kislina ali okrajšano PABA) je derivat benzojske kisline in strukturna komponenta folne kisline, ki pri bakterijah vstopa v sintezo folne kisline; kompetitivni inhibitorji te sinteze so sulfonamidi. Pri ljudeh ni vključena v sintezo folne kisline. V industriji se uporablja kot izhodna snov za proizvodnjo določenih estrov, soli, folne kisline, azobarvil in drugih organskih spojin. V kozmetičnih pripravkih za sončenje se dodaja kot sestavina za blokiranje žarkov UV, v medicini pa se uporablja kot sestavina nekaterih mazil.

## Sinteza in naravni viri
V prozvodnji se pridobiva predvsem na dva načina: z redukcijo 4-nitrobenzojske kisline ali s Hofmannovo razgradnjo monoamida, pridobljenega iz tereftalatne kisline.
Prehranski viri p-aminobenzojske kisline so jetra, pivski kvas, ledvice, gobe, melasa in polnozrnati izdelki.

## Biologija

### Biokemija
PABA je intermediat v bakterijski sintezi folata. V preteklosti so to spojino imenovali tudi vitamin Bx.  Nekatere bakterije človekove črevesne flore, npr. E. coli, proizvajajo PABA iz korizmične kisline. Človek nima encima, ki pretvarja PABA v folat in zato potrebuje vnos folne kisline s hrano, kot je na primer zelenolistna solata. Določeno količino folne kisline iz PABA pa lahko proizvedejo tudi bakterije črevesne flore. Nekateri sevi E. coli lahko sintetizirajo folno kislino, pri čemer je potrebnih 6 encimsko kataliziranih reakcij in vse ne potečejo v isti bakteriji. Za človeka PABA ne velja za esencialno snov in se zato ne prišteva med vitamine.
Sulfonamidni antibiotiki so po zgradbi podobni p-aminobenzojski kislini  in z njo tekmujejo za vezavo na encim dihidropteroat-sintetaza, ki pretvarja PABA v folat, predhodnik DNK in RNK tako pri bakterijah kot pri sesalcih, vendar, kot je že omenjeno, sesalci pridobivajo folno kislino s hrano in zato sulfoamidi na sintezo jedrnih kislin v sesalčjih celicah ne vplivajo.

### Uporaba v zdravstvu
Kalijeva sol p-aminobenzojske kisline se uporablja kot zdravilo proti fibrotičnim kožnim boleznim, kot je Peyroniejeva bolezen.

### Prehranska dopolnila
Kljub temu, da ne poznamo nobenega sindroma, povezanega s pomanjkanjem PABA v človeškem organizmu, so na tržišču prehranska dopolnila, ki vsebujejo PABA in obljubljajo različne zdravstvene koristi, npr. kot pomoč pri utrujenosti, razdražljivosti, depresiji, rosečih se ekcemih, sklerodermiji, vitiligu (depigmentirani predeli kože) in prezgodnji sivitvi las.

## Komercialna in industrijska uporaba
PABA se uporablja zlasti v biomedicini ter pridobivanju azobarvil in sredstev za premreževanje.
V preteklosti se je uporabljala pogosto v zaščitnih kremah pred soncem kot zaščitno sredstvo pred žarki UV, saj ima lastnosti UVB-absorbenta, torej absorbira svetlobo valovne dolžine 290–320 nm. Za ta namen so jo patentirali že leta 1943 in s tem je PABA postala ena prvih aktivnih sestavin, uporabljenih za zaščito pred sončenjem. Prvotne študije in vivo na miših so pokazale zmanjšanje poškodbe kože zaradi žarkov UV, študije na glodalcih pa so pokazale tudi zmanjšanje tveganja za nastanek kožnih novotvorb. V začetku 1980-ih let pa so študije in vitro ter na živalih pokazale možnost povečanja tveganja za celične poškodbe zaradi UV-svetlobe. Zaradi teh novih študij ter povzročanja alergij in razbarvanih madežev na oblačilih je začela uporaba v ta namen pešati. Še danes pa se v nekaterih izdelkih za zaščito pred soncem uporabljajo določeni v vodi netopni derivati PABA, na primer padimat O.

## Varnost
PABA je načeloma netoksična spojina; srednji smrtni odmerek pri psih znaša 2 g/kg pri zaužitju. Možne so preobčutljivostne reakcije (alergije). PABA nastaja tudi pri presnavljanju določenih lokalnih anestetikov in številne preobčutljivostne reakcije na lokalne anestetike so posledica nastanka PABA.